# 狭瓣玉凤花
狭瓣玉凤花（学名：Habenaria stenopetala），又名狭办玉凤兰，为兰科玉凤花属下的一个种。

## 扩展阅读
- 維基物種上的相關：狭瓣玉凤花